# Krzysztof Meissner

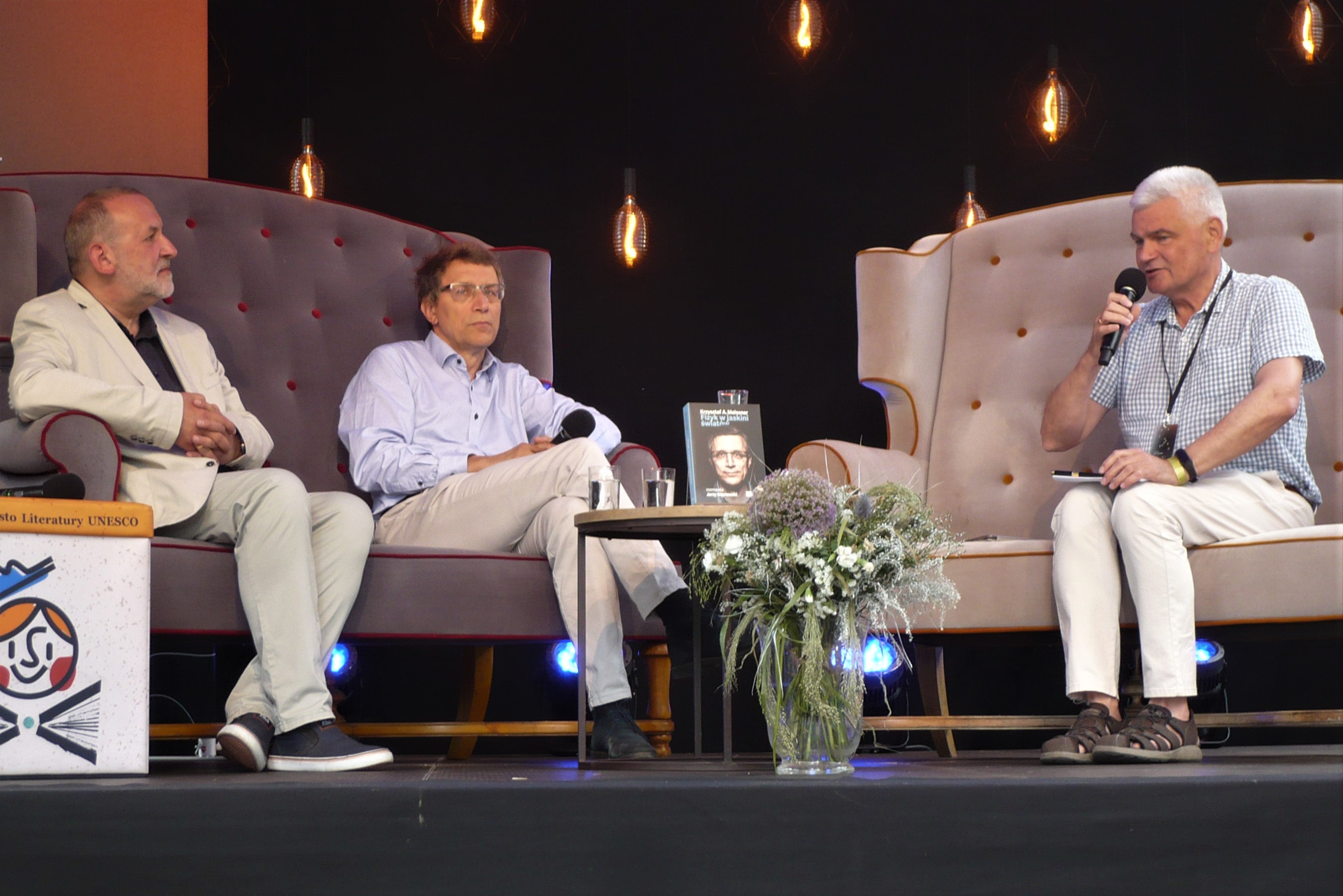
Krzysztof Meissner (Ś), IX Festiwal Góry Literatury, 2023

Krzysztof Antoni Meissner (ur. 1 września 1961 w Warszawie) – polski fizyk teoretyk i popularyzator nauki, profesor Uniwersytetu Warszawskiego, profesor nauk fizycznych, specjalizujący się w teorii cząstek elementarnych i kosmologii. Popularyzuje fizykę i kosmologię głównie jako mówca – przez wykłady, wywiady, debaty i publiczne dyskusje.

## Życiorys

### Kariera badawcza
Uczęszczał do XXX Liceum Ogólnokształcącego im. Jana Śniadeckiego w Warszawie. Jako jego uczeń, w 1980 roku, został jednym z laureatów XXIX Olimpiady Fizycznej. W 1985 roku ukończył studia na Wydziale Fizyki Uniwersytetu Warszawskiego. Został wtedy zatrudniony w Katedrze Teorii Cząstek i Oddziaływań Elementarnych Instytutu Fizyki Teoretycznej. W 1997 roku, również na Wydziale Fizyki Uniwersytetu Warszawskiego, napisał rozprawę habilitacyjną pod tytułem Rola symetrii teorii strun niekrytycznych i kosmologii strunowej. Tytuł profesora uzyskał w czerwcu 2006 roku.
W latach 2009–2011 był dyrektorem naukowym Instytutu Problemów Jądrowych im. Andrzeja Sołtana. Od września 2008 roku do maja 2011 roku zasiadał w Radzie Nadzorczej KGHM Ecoren. W 2011 roku rozpoczął pracę w nowo powstałym Narodowym Centrum Badań Jądrowych. Uczestniczył w badaniach w CERN. Członek Komisji Nazewnictwa Fizycznego przy Polskim Towarzystwie Fizycznym.
Zajmował się m.in. wykorzystaniem struktur konforemnych w fizyce – m.in. pracował nad konforemną odmianą modelu standardowego cząstek elementarnych. Współpracował też z noblistą Rogerem Penrose’em nad jego konforemną kosmologią cykliczną (ang. CCC) i był wspomniany przez Penrose’a w jego wykładzie noblowskim.

### Popularyzacja
Wygłosił wykłady popularnonaukowe m.in. dla kilku polskich uczelni:
- Uniwersytet Warszawski (UW)[14][15],
- Uniwersytet Jagielloński (UJ), konkretniej Centrum Kopernika Badań Interdyscyplinarnych (CKBI)[16],
- Uniwersytet Mikołaja Kopernika w Toruniu (UMK)[17],
- Katolicki Uniwersytet Lubelski Jana Pawła II (KUL)[18][19],
- katolickie Wyższe Seminarium Duchowne w Bydgoszczy (WSD)[20],
- poznańskie Collegium Da Vinci, wówczas WSNHiD[21],
- Akademia Łomżyńska, wówczas Państwowa Wyższa Szkoła Informatyki i Przedsiębiorczości w Łomży (PWSIiP)[22].

Inne instytucje, dla których wykładał:
- Centrum Nauki Kopernik w Warszawie[23][24],
- konferencje TEDx[25],
- konferencje Impact CEE[26][27],
- chrześcijański portal 2ryby.pl[28],
- VI Liceum Ogólnokształcące im. Tadeusza Reytana w Warszawie[29][30],
- Ośrodek „Pogranicze” w Sejnach[31].

Brał udział w debatach i dyskusjach organizowanych przez:
- Festiwal Nauki w Warszawie[32],
- krakowski Festiwal Kopernika (Copernicus Festival)[33],
- Śląski Festiwal Nauki w Katowicach[34][35],
- warszawskie Centrum Myśli Jana Pawła II[36][37],
- Towarzystwo Absolwentów Oxford i Cambridge (debata w Warszawie Nauka czyni Boga zbędnym z cyklu „Zderzenia”)[38][39].

Udzielał też wywiadów różnym mediom i innym instytucjom jak:
- „Gazeta Wyborcza”[40],
- Polskie Radio – „Jedynka”[41] i „Trójka”[42],
- radio Tok FM[43],
- internetowe Radio Naukowe[44],
- telewizja TVN24 – program „Inny punkt widzenia” Grzegorza Miecugowa[45],
- Trójmiejski klub „Tygodnika Powszechnego”[46][47],
- uczestnicy debaty z cyklu „Zderzenia”[48].

Współpracował też z Krajowym Funduszem na rzecz Dzieci.
Od 7 grudnia 2024 roku publikuje filmy popularyzujące fizykę na YouTube.

### Inna działalność
Według Katolickiej Agencji Informacyjnej, w 2020 roku podpisał list otwarty w obronie dobrego imienia papieża Jana Pawła II.

### Odznaczenia
- 2013: Krzyż Oficerski Orderu Odrodzenia Polski za wybitne zasługi w pracy naukowo-badawczej w dziedzinie fizyki, za osiągnięcia w działalności na rzecz popularyzacji nauki[52]

## Życie prywatne
Do jego krewnych należą:
- Wincenty Lutosławski, filozof i badacz pism Platona – jego pradziadek[53];
- Sofia Perez Casanova, hiszpańska poetka, dziennikarka i eseistka – jego prababcia[54];
- Kazimierz Lutosławski, ksiądz katolicki, działacz endecki, poseł na Sejm Ustawodawczy i I kadencji – jego stryjeczny pradziadek[55];
- Czesław Meissner, lekarz, poseł i senator z ramienia Związku Ludowo-Narodowego i Stronnictwa Narodowego – jego dziadek[53];
- Witold Lutosławski, kompozytor – jego stryjeczny dziadek[56];
- Felicja Wysocka, polonistka i językoznawczyni, prof. dr hab. n. hum. – jego ciotka, siostra jego matki[57].

## Publikacje

### Artykuły
Opublikował ponad 70 (stan na 2025 r.) recenzowanych artykułów w czasopismach naukowych indeksowanych w Web of Science, m.in.:
- „Physical Review Letters(inne języki)”
- „Physical Review D”
- „Classical and Quantum Gravity(inne języki)”
- „Physics Letters B(inne języki)”

Jego indeks Hirsha wynosi 21, a najczęściej cytowane (stan na maj 2025) artykuły to:
- Black-hole entropy in loop quantum gravity, „Classical and Quantum Gravity”, 2004[59] – 536 cytowań
- Symmetries of cosmological superstring vacua, „Physics Letters B”, 1991[60] – 343 cytowania
- Conformal symmetry and the Standard Model, „Physics Letters B”, 2007[61] – 284 cytowania
- Manifestly O(d,d) invariant approach to space-time dependent string vacua, „Modern Physics Letters A(inne języki)”, 1991[62] – 189 cytowań
- Symmetries of higher-order string gravity actions, „Physics Letters B”, 1997[63] – 284 cytowania

Jest też autorem hasła o renormalizacji w Encyklopedii PWN.

### Książki
- 2002: Klasyczna teoria pola. Warszawa: Wydawnictwo Naukowe PWN. ISBN 83-01-13717-7. Brak numerów stron w książce
- 2023: Fizyk w jaskini światów, współautor: Jerzy Sosnowski, Warszawa: Biblioteka Więzi, ISBN 978-83-66769-46-5.